# Apotomis algidana
Apotomis algidana is een vlinder uit de familie bladrollers (Tortricidae). De wetenschappelijke naam is voor het eerst geldig gepubliceerd in 1946 door Krogerus.
De soort komt voor in Europa.